# Schefflera digitata
Schefflera digitata, pate o siete dedos (Seven-finger), es un árbol endémico de  Nueva Zelanda perteneciente a la familia Araliaceae.  El nombre Maorí es Patē or Patatē. 

## Distribución y hábitat
Se desarrolla desde las tierras bajas hasta los 1200 m en la Isla del Norte, Isla del Sur, e Isla Stewart. Prefiere sitios con humedad y sombra en el bosque, es común a lo largo de los bancos de los ríos y a las orillas de las carreteras de los bosques densos. Es el único representante en Nueva Zelanda del género Schefflera el cual tiene alrededor de 200 especies de arbustos y árboles en los trópicos y subtrópicos.

## Descripción

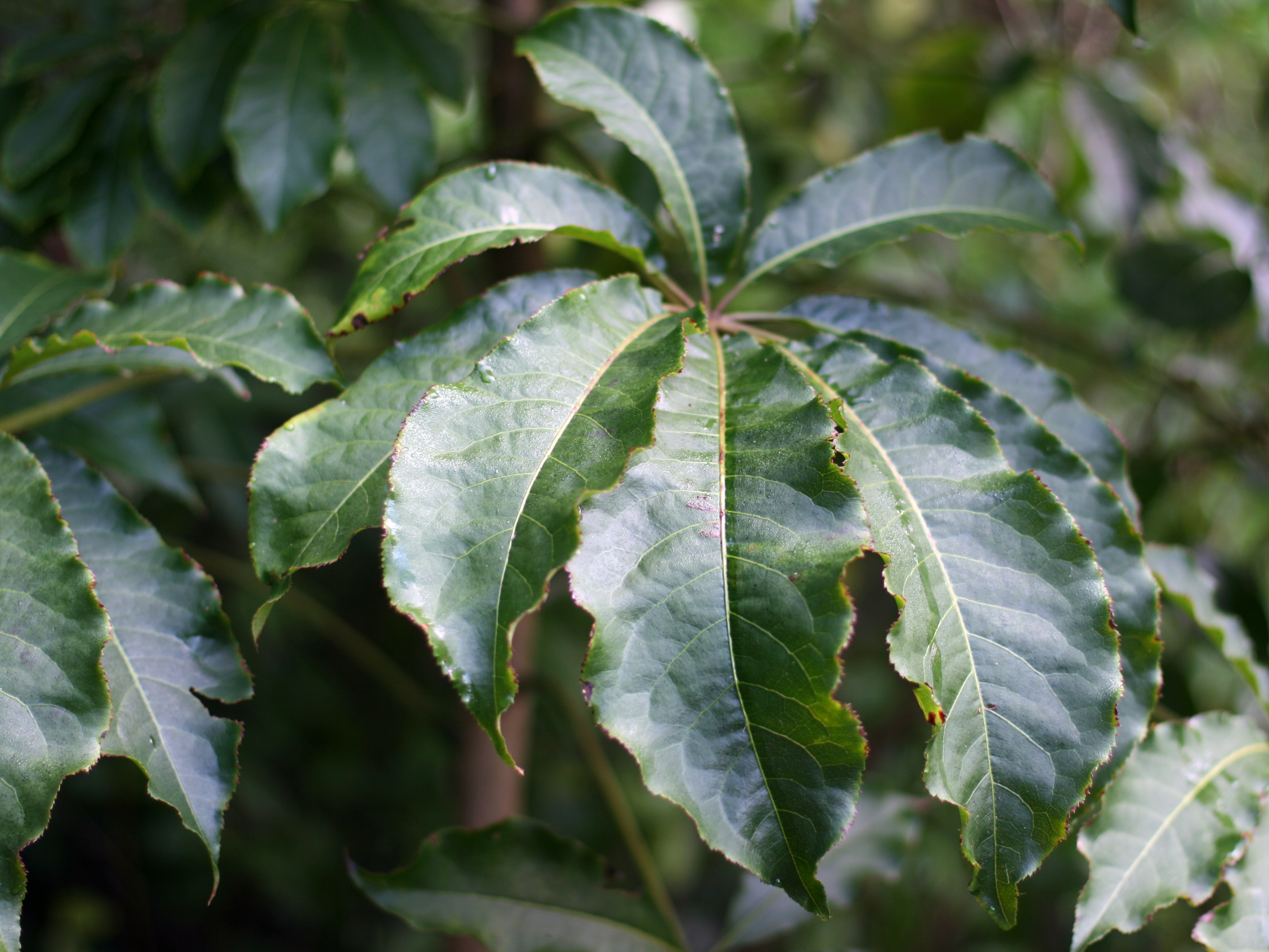
Las suaves y delgadas hojas del pate son palmadas y tiene de tres a nueve foliolos

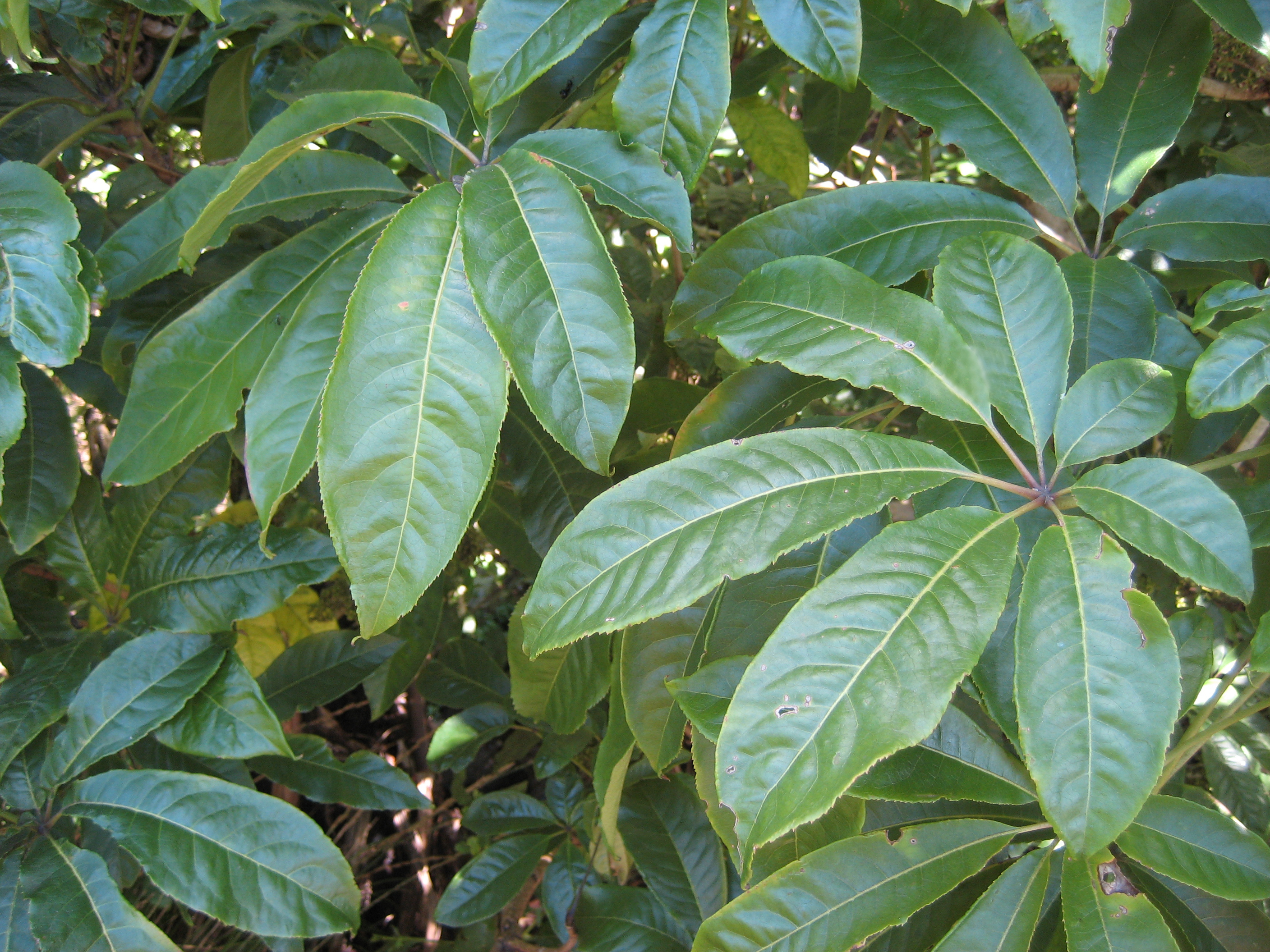
Hojas

El pate es un árbol pequeño, y frondoso de hasta 8 m de alto con ramas gruesas. Las hojas pueden tener de tres a nueve folíolos. Los foliolos son delgados y suaves al tacto con los márgenes marcadamente aserrados. En el norte de la Isla del Norte, S. digitata tiene una etapa juvenil en la cual los foliolos se dividen en lóbulos dentados irregulares. La inflorescencia es un largo panículo, de ramas múltiples de hasta  35 cm de ancho, con umbelas de pequeñas flores verdosas alzándose a intervalos irregulares a lo largo de su longitud. Cada umbrela contiene hasta diez flores cada una de ellas de aproximadamente 7 mm de diámetro. Los frutos de color violeta fuerte son carnosos, redondos y tienen surcos cuando están secos. Tienen aproximadamente 3.5 mm de diámetro y tardan de dos a tres meses en madurar.

## Ecología y usos

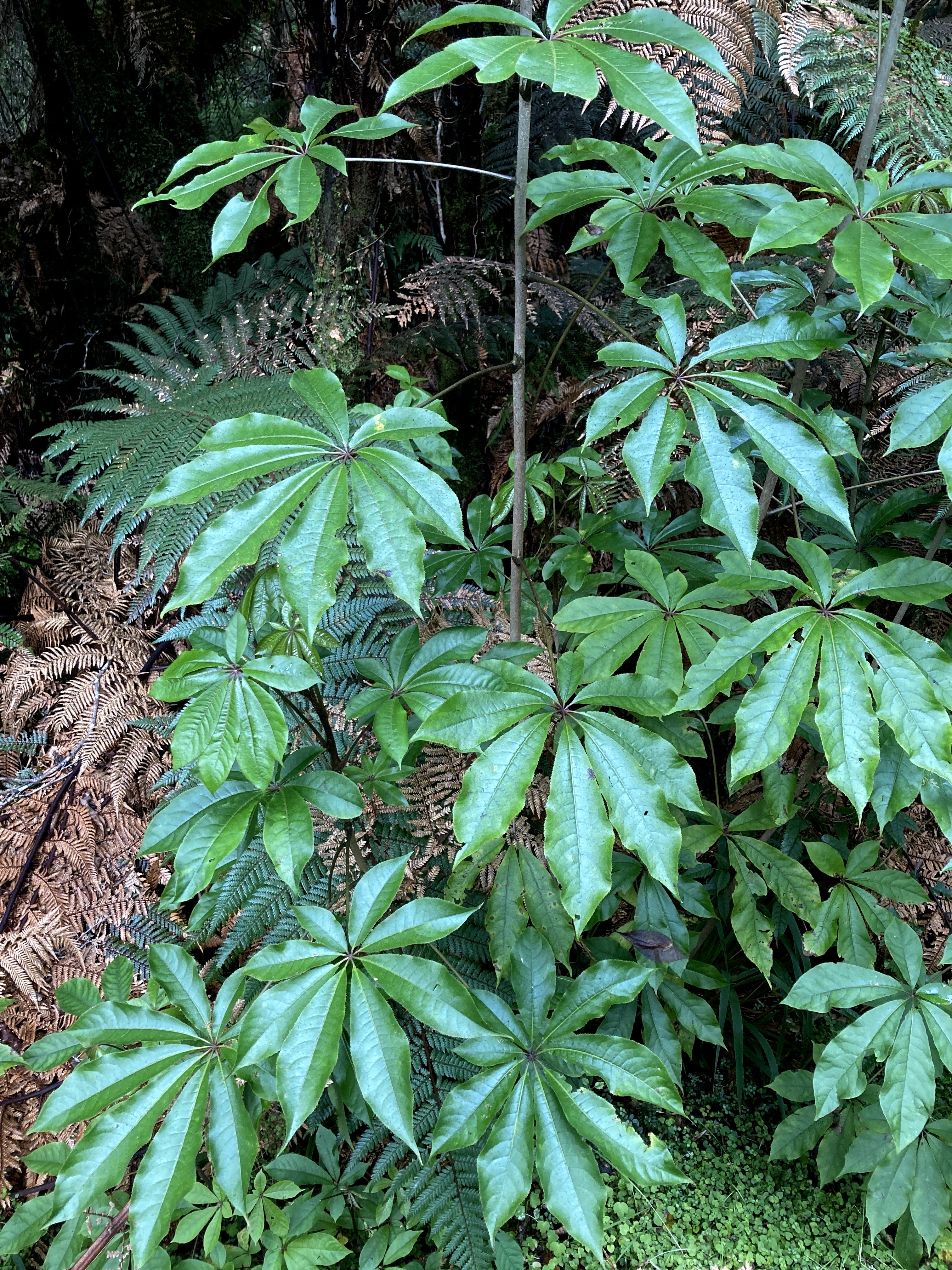
Schefflera digitata

La savia del árbol tiene usos medicinales, y ha sido usada para tratar la tiña y las heridas de la piel. La madera era usada por los maoríes para producir fuego mediante fricción. El pate es uno de los huéspedes de la planta parasitaria  Dactylanthus taylori. Esta es parásito de las raíces que fue conocida por los maoríes como 'Pua-o-te-reinga', 'La flor del inframundo'. Si las raíces infectadas son recolectadas y hervidas, un adorno conocido como  'rosa de madera' (wood rose) se produce. A pesar de que la planta es fácil de cultivar en Nueva Zelanda, no es muy popular en cultivo, debido a que su delgado y suave follaje, tiene que competir con el atractivo brillante similar de las especies nativas de Pseudopanax, y no con la especie australiana Schefflera actinophylla que también es fácil de cultivar en la isla norte. S. digitata es a veces sembrada por jardineros del Hemisferio Norte buscando una especie de Schefflera, relativamente resistente al frío, pero como algunos árboles de Nueva Zelanda, el pate no es tolerante de condiciones de frío prolongadas.

## Taxonomía
Schefflera digitata fue descrito por J.R.Forst. et G.Forst. y publicado en Characteres Generum Plantarum 23. 1775.
Etimología
Schefflera nombre genérico que fue nombrado en honor del botánico alemán del siglo XIX Jacob Christian Scheffler, que escribió sobre el género Asarum.
digitata: epíteto latíno que significa "digital, como dedos".
Sinonimia
- Aralia schefflera Spreng.
- Schefflera cunninghamii Miq.[4][5][6]